# 山下しゅんや
山下 しゅんや（やました しゅんや、11月15日 - ）は日本のイラストレーター。東京都在住。

## 概要
ゲームのキャラクターデザイン・イメージイラストなどを手掛けているほか、フィギュアのキャラクターデザインなどでも活動。
『COMIC快楽天BEAST』（ワニマガジン社）の表紙や『月刊アーマーモデリング』（大日本絵画）でイラストの連載などもしている。

## 主な活動
テレビゲーム
- PS2『ファイナルファンタジーX』（2001年、スクウェア・エニックス） - 武器・NPCデザイン
- PS2『ファントム・キングダム』（2005年、日本一ソフトウェア） - イベントイラスト
- PS2『ヴァルキリープロファイル2 シルメリア』（2006年、スクウェア・エニックス） - 一部キャラクターのイメージイラストを担当[1]
- PS3『鉄拳タッグトーナメント2』（2012年、バンダイナムコゲームス） - キャラパネルデザイン
- Switch『ゼノブレイド2』（2017年、任天堂） - レアブレイドデザイン

オンラインゲーム
- 『ディプスファンタジア』（2001年、エニックス） - キャラクターデザイン、原画 ※ゲーム自体は2005年11月13日をもってサービス停止
- 『アルテイル』（2004年、デックスエンタテインメント） - カードイラスト

アーケードゲーム
- 『LORD of VERMILION』（2008年、スクウェア・エニックス） - カードイラスト
- 『ロードファイターズ』（2010年、コナミデジタルエンタテインメント） - イメージキャラクターデザイン

その他
- Windows専用ゲーム『ザナドゥ・ネクスト』（2005年、日本ファルコム） - パッケージ、イメージイラスト
- 携帯アプリ『勇者死す。』（2007年、ジー・モード） - キャラクターデザイン
- テレビアニメ『風雲維新ダイ☆ショーグン』（2014年、TOKYO MX） - キャラクター原案
- BISHOUJOシリーズ（コトブキヤ）- フィギュア原型イラスト
- プラモデル いなほ with ホンダ耕耘機F90 (マックスファクトリー)- パッケージイラスト

## 関連書籍
作品集・画集
- 『Sweet Dreams 山下しゅんや作品集』（2005年、宙出版）
- 『WILD FLOWER 山下しゅんや作品集 II』（2008年、壽屋）
- 『One Voice 山下しゅんや作品集 III』（2010年、壽屋）
- 『山下しゅんや画集 Beautiful Noise』（2013年、メディア・パル）

参加書籍
- 『ヴァーミンロード』（2006年、徳間書店、著：緋樫いつき） - 挿絵を担当
- 『ペンタブレットによる イラスト彩色 プロフェッショナルテクニック』（2010年、技術評論社） - 講師として参加